# Megafon (företag)
Megafon (ryska: МегаФон) är en rysk teleoperatör med huvudkontor i Moskva. Företaget är den tredje största mobiloperatören i Ryssland efter Bee Line GSM och Mobile TeleSystems. Företaget fick sitt nuvarande namn 2002 efter att tidigare hetar North-West GSM. Megafon ägs idag av bland annat Telia Company och IPOC International Growth Fund.
Megafon har verksamhet i Ryssland, samt i Tadzjikistan genom sitt dotterbolag TT Mobile. Sedan september 2006 äger företaget även 85 % av Coscom i Uzbekistan.